# Zbór Kościoła Adwentystów Dnia Siódmego w Lidzbarku Warmińskim
Zbór Kościoła Adwentystów Dnia Siódmego w Lidzbarku Warmińskim – zbór adwentystyczny w Lidzbarku Warmińskim, należący do okręgu warmińsko-mazurskiego diecezji wschodniej Kościoła Adwentystów Dnia Siódmego w RP.
Pastorem zboru do roku 2012 był kazn. Tomasz Żelazko. W latach 2012–2019 był nim kazn. Piotr Bylina. Od roku 2019 tę funkcję pełni kazn. Piotr Stachurski. Nabożeństwa odbywają w kościele przy ul. Poniatowskiego 20 każdej soboty o godz. 9.30.